# Lunar Orbiter 4
Lunar Orbiter 4 byla umělá družice Měsíce, vyslaná agenturou NASA v roce 1967. V katalogu COSPAR dostala označení 1967-041A.

## Úkol mise
Družice z USA měla za úkol provést podrobnou fotodokumentaci povrchu Měsíce a pokračovat v práci započaté předchozími misemi Lunar Orbiter 1 až 3.

## Základní údaje
Označení Lunar měla kvůli zvolené orbitě kolem Měsíce. Její váha byla 390 kg vč. paliva, hmotnost samotné sondy byla 272 kg. Byla vybavena mj. brzdícím motorem a fotografickým systémem. Dva objektivy umožňovaly snímat detaily z výšky 80 km o velikosti 1 metr. Na film 70 mm se vešlo 200 dvojexpozic, které byly rádiovou cestou odesílány na Zem.
Další známé družice USA s podobným označením byly Lunar Explorer.

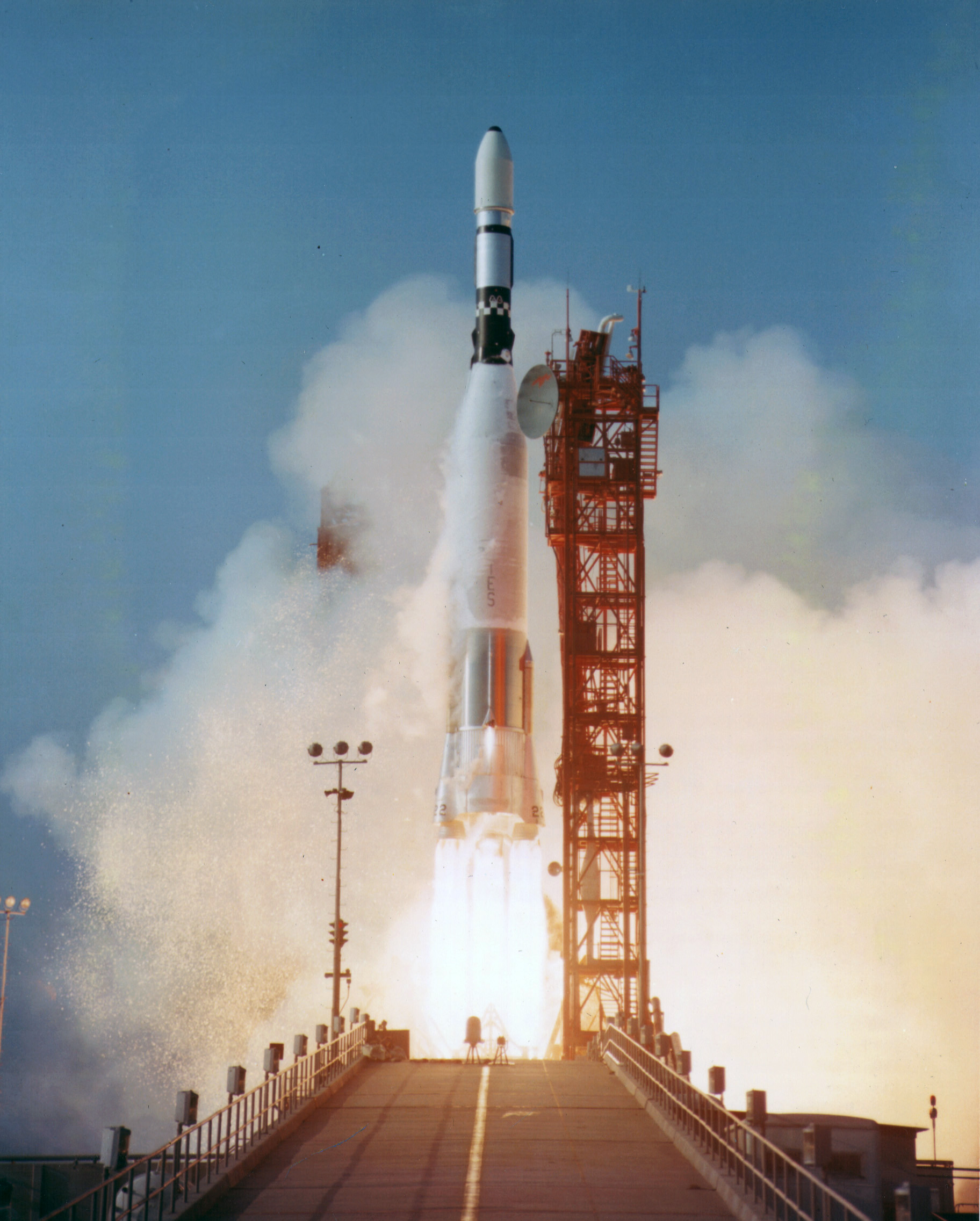
Start rakety Atlas Agena D se sondou Lunar Orbiter 4

## Průběh mise

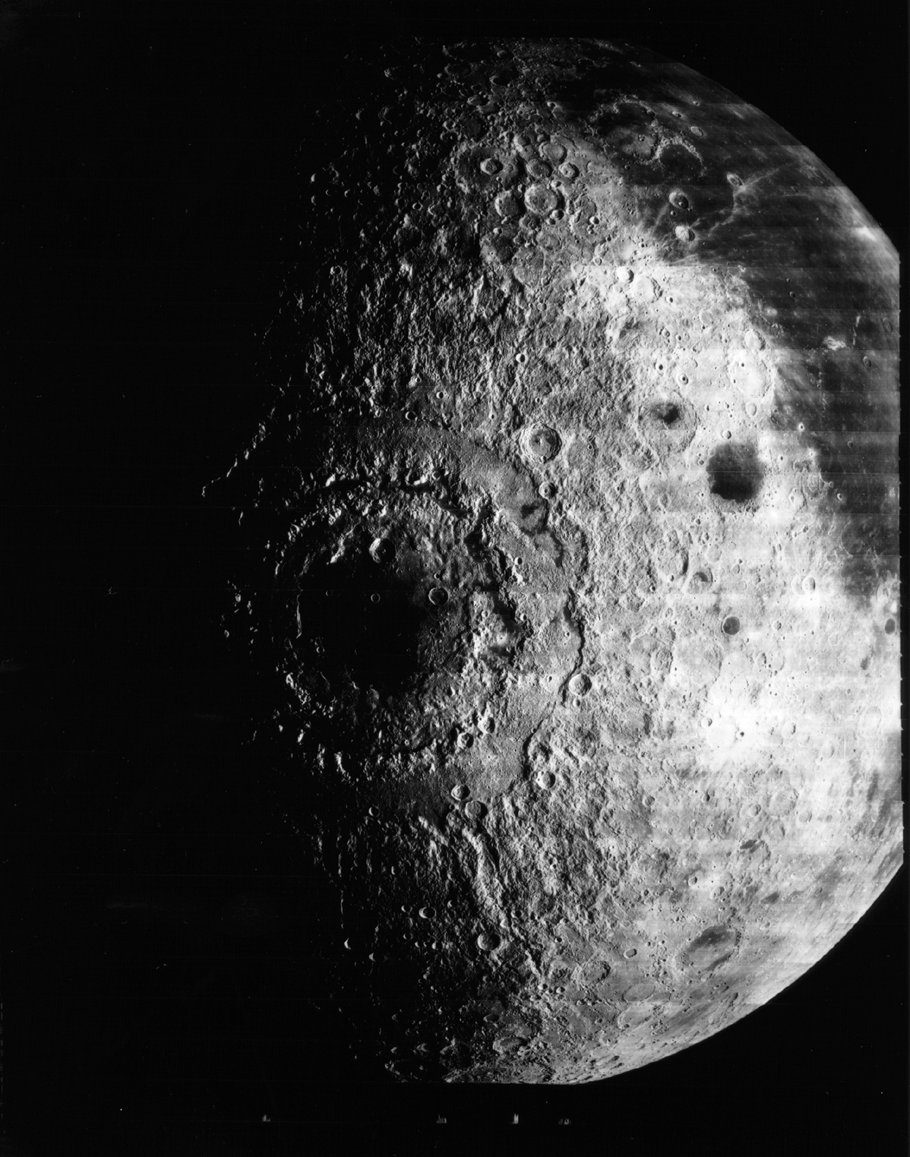
Měsíc

Sonda s raketou Atlas Agena D odstartovala 4. května 1967. Byla navedena na orbitální dráhu Měsíce z původně parkovací dráhy u Země. První korekce dráhy byla 5. května, třetí o tři dny později. Dostala se tak na nezvyklou selenocentrickou dráhu ve výši 2612 – 6186 km a z ní začala s pořizováním první série 270 ks snímků jak přivrácené, tak odvrácené strany Měsíce. Poté byla dráha sondy dvěma korekcemi snížena na 80 – 3200 km kvůli sledování struktury gravitačního pole.
Po vyčerpání pohonných látek potřebných pro změny polohy sondy byl zapálen brzdící motor a sonda skončila volným pádem 6. října 1967 rozbitá na povrchu Měsíce.